# Algodre (kommunhuvudort)
Algodre är en kommunhuvudort i Spanien.   Den ligger i provinsen Provincia de Zamora och regionen Kastilien och Leon, i den centrala delen av landet, 200 km nordväst om huvudstaden Madrid. Algodre ligger 660 meter över havet och antalet invånare är 182.
Terrängen runt Algodre är platt. Runt Algodre är det glesbefolkat, med 20 invånare per kvadratkilometer. Närmaste större samhälle är Zamora, 13,4 km sydväst om Algodre. Trakten runt Algodre består till största delen av jordbruksmark.